# Bad to the Bone
Bad to the Bone (с англ. — «плохой до мозга костей») — заглавная песня Джорджа Торогуда и его группы The Destroyers из одноимённого альбома 1982 года. Несмотря на то, что композиция не была главным хитом этого релиза, видеоклип на неё получил ротацию на канале MTV, появившемся всего годом ранее. Лицензирование для фильмов, телевидения и рекламы сделало песню «Bad to the Bone» ещё более узнаваемой.

## Структура и влияния
Корни песни можно проследить в рок-н-ролле Бо Диддли «I'm a Man», в ней используется похожий гитарный рифф и вокальный ритм, она имеет аналогичную общую структуру, что можно сказать и о таких композициях, как «She Moves Me», «Mannish Boy» и «Hoochie Coochie Man» Мадди Уотерса, или «Gangster of Love» Джонни Уотсона. Риффы из песен «No Money Down» Чака Берри и «Trouble» Элвиса Пресли также очень похожи на использованный Торогудом.

## Видео
На песню был снят видеоклип. Торогуд направляется к бару, за ним по улице следует группа детей. В баре выступает его группа. Торогуд играет на бильярде с Бо Диддли. Из соседней комнаты посмотреть на их игру приходит знаменитый мастер Вилли Москони и ставит на победу Диддли крупную сумму. Однако непрерывно дымящий сигарой Торогуд загоняет в лузу «восьмёрку» и побеждает. Москони неодобрительно смотрит на Диддли, а подглядывающие с улицы дети радуются.

## Использование в медиа

### Кино и телевидение
Песня часто звучит в фильмах и на телевидении, когда нужно ввести в повествование или идентифицировать какого-нибудь «плохого парня». Например, она звучит в культовом фантастическом боевике Джеймса Кэмерона «Терминатор 2: Судный день» (1991), в эпизоде, когда герой Арнольда Шварценеггера впервые появляется на экране в полном кожаном «прикиде». Песню также можно услышать в семейной комедии 1998 года «Ловушка для родителей», в первой сцене и во время титров в фильме Джона Карпентера «Кристина» (1983) по роману Стивена Кинга. В кинокомедиях «Трудный ребёнок» (1990) и «Майор Пэйн» (1995) песня используется как центральная музыкальная тема, так же в фильме «3000 миль до Грейслэнда» (2001). Саундтрек в мультфильме Мегамозг (англ. Megamind). А также в фильме Мальчик, который умел летать. Ещё эту композицию использовали при создании фильма «Притворись моим парнем».
Песня неоднократно звучит в телесериале «Женаты… с детьми», когда Эл Банди делает что-то забавное, обычно за ней следует тема «Let’s Rock» (эпизоды «Hot off the Grill», «A Man’s Castle», «Heels on Wheels»).
Существует кавер от анимационной музыкальной группы Alvin and the Chipmunks, он звучит в эпизоде «Alvin’s Oldest Fan» телесериала. Также песню «Bad to the Bone» можно слышать в эпизоде «Endless Summer» телесериала «Отступник». Почти целиком песня звучит в начале эпизода «Nobody Lives Forever» сериала «Полиция Майами». Наконец, один из эпизодов диснеевского мультсериала «101 далматинец» озаглавлен по песне Джорджа Торогуда.

### Реклама
В 2008 году песня была использована для телевизионной рекламы джинс марки «Wrangler», в ролике снялся американский автогонщик Дейл Эрнхардт-младший. На следующий год вышел аналогичный ролик с игроком в американский футбол Бреттом Фавром. Обновлённая версия песни была задействована в рекламе автомобиля Buick Grand National. В рекламе телесериала «Остаться в живых» песня стала темой одного из персонажей, Джеймса Форда. В 2013 году Bank of America запустил рекламную кампанию с песней «Bad to the Bone».

### Спортивные состязания
Композиция звучит на соревнованиях Monster Jam при появлении монстр-трака Дэнниса Андерсона Grave Digger, а также при появлении питчера Такаси Сайто из Los Angeles Dodgers. Такие бейсболисты как Джей Бёнер из Seattle Mariners и Райан Клеско, выступавший за Атланта Брэйвз и San Diego Padres, тоже использовали семплы из «Bad to the Bone».
Отдельно следует упомянуть об использовании песни в профессиональном реслинге. Целый ряд рестлеров избрали «Bad to the Bone» для музыкального сопровождения своих выступлений в различных лигах и соревнованиях.

### Видеоигры
Из числа видеоигр, для которых была пролицензирована песня Джорджа Торогуда, стоит выделить музыкальную видеоигру Rock Band и боевой автосимулятор Rock n’ Roll Racing для платформ SNES и Sega Mega Drive

### Интересные факты
Российской группой «Сектор Газа» была записана кавер-версия с изменённым текстом. Песня имеет название «Подвал» и вышла в альбоме «Нажми на газ».[значимость факта?]